# Eharius
Eharius es un género de ácaros perteneciente a la familia  Phytoseiidae.

## Especies
El género contiene las siguientes especies:
- Eharius chergui (Athias-Henriot, 1960)
- Eharius hermonensis Amitai & Swirski, 1980
- Eharius hymetticus (Papadoulis & Emmanouel, 1991)
- Eharius kostini (Kolodochka, 1979)
- Eharius kuznetzovi (Kolodochka, 1979)
- Eharius marzhaniani (Arutunjan, 1969)